# Бернштейн, Эрик Адольфович
Эрик (Эрих) Адольфович Бернштейн (нем. Erich Bernstein; груз. ერიკ ადოლფის ძე ბერნშტეინი, 1866 — 19 января 1932, Берлин) — грузинский политик, член Учредительного собрания Грузии (1919—1921).

## Биография
Немец по национальности. Получил высшее образование за рубежом; работал учителем. В 1910-х годах сотрудничал в редколлегии немецкоязычной газеты «Kaukasische Post» в Тифлисе.
С 1917 года являлся членом Социал-демократической партии Грузии. В 1918 году представлял Закавказский сейм в Германии. 12 марта 1919 года избран членом Учредительного собрания Республики Грузия по списку Социал-демократической партии Грузии; был членом комиссии по снабжению и секретарем бюджетно-финансовой комиссии.
В 1921 году, после советизации Грузии, переехал в Германию.
Умер 19 января 1932 года в Берлине. 22 января тело было кремировано в крематории берлинского района Веддинг.